# Juan José Navarro
Juan José de Navarro de Viana y Búfalo (Mesina, Sicilia, Monarquía Hispánica, 30 de noviembre de 1687-Isla de León, Reino de Sevilla, España, 5 de febrero de 1772) fue un noble, marino y militar español, I marqués de la Victoria, vizconde de Viana y primer capitán general de la Real Armada Española.

## Biografía
Su padre fue Ignacio de Navarro, capitán del ejército quien falleció siendo cautivo en Argel.  Tuvo a Juan José de su legítima esposa Livia Búfalo, también de la nobleza siciliana, siendo su familia de orígenes españoles.
El futuro marqués de la Victoria empezó muy pronto la carrera de las armas, primeramente en el ejército, sentando plaza en el Tercio Fijo de Nápoles a la edad de 8 años. Hasta 1698 hay un vacío en las noticias de la vida del joven militar; se sabe únicamente, por cierto escrito suyo, que cursó humanidades, filosofía y matemáticas, con eminentes profesores napolitanos, sobresaliendo en dichos estudios. Posteriormente pasó al Tercio Viejo de la Mar de Nápoles, en el que servía su padre. 
El duque de Veragua, virrey de Sicilia, firmó en Palermo el 17 de marzo de 1698 la licencia para que el soldado Juan Navarro pasara al estado de Milán a continuar sus servicios en aquel ejército. El 9 de septiembre de 1698 sentó plaza en la compañía de Alfonso de Vivar en calidad de soldado aventajado, como persona noble que era, lo que entonces se llamaba desde 1682 en Francia «cadet», por ser generalmente los segundones de las casas nobles los que lo hacían, denominación que más tarde pasó a España, convenientemente castellanizada.

### Juventud
Pronto llegó al Milanesado la Guerra de Sucesión que se encendió a la muerte de Carlos II. Puede decirse que fue de los primeros países en que se combatió, ya que el emperador Leopoldo I de Habsburgo quiso empezar por la conquista de ese territorio de la monarquía española. Allí acudió Felipe V a ponerse al frente de sus tropas en los tiempos en que ganaba el sobrenombre de "Animoso", y en las filas de aquellas encontramos a Navarro, ya de alférez, ansioso de emular las glorias de sus mayores. 
Se halló también en la batalla reñida por los españoles contra el piamontés conde de Parela, que quedó derrotado, herido y prisionero. Así siguió, combatiendo siempre, hasta que en 1707 evacuó España el tan disputado Milanesado, pasando Navarro a Valencia con su batallón. 
Participó en la expedición de socorro a Orán, dispuesta por el marqués de Valdecañas en Cartagena en 1708. Con él fueron tres Navarros: el padre, su hijo segundo Ramón y Juan José, que por su pericia en fortificaciones —ya en Milán se había ocupado de mejorar la defensa de su castillo— fue encargado de inspeccionar las de Orán y proyectar su refuerzo. En un asalto de los moros fue muerto Ramón y hecho prisionero el padre, Ignacio, siendo llevado a Argel. 
Juan José Navarro pasó a mandar precisamente su compañía y con ella tomó parte en 1709 en la conquista de Alicante y Valencia. Fue también uno de los capitanes que se distinguieron en la toma del castillo de Miravete, cercano a Tortosa. Estuvo en la batalla de Peñalba librada el 15 de agosto y en las desgraciadas acciones de Almenar y Zaragoza, siendo Navarro uno de los 600 oficiales que cayeron en poder del conde de Starhemberg, que con tal victoria había creído ganar definitivamente la corona de España para el archiduque Carlos.

### Cataluña y la Guerra de la Cuádruple Alianza
Una vez firmada la paz de Utrecht, el teniente Navarro ascendió a capitán efectivo, pasando a mandar en propiedad la compañía de su padre que había muerto en el cautiverio en Argel. Con esta compañía operó en la represión de la sublevación de Cataluña, pasando durante ella a mandar la de granaderos. Tomó parte en doce combates y se distinguió en el de Coll de Argentera, como justifica su jefe Juan de Carvajal, así como en el castillo de Arbiol y en las acciones de Montblanc, Montroig y de la Selva. En premio a su comportamiento recibió el mando en propiedad de la compañía de granaderos, de la que era a la sazón jefe accidental. 
Cuando se hallaba de guarnición en Tarifa, ingresó en la recientemente creada Real Armada. Navarro fue ascendido a alférez el 1 de mayo de 1717, y se le encargó de las enseñanzas de matemáticas, así como de su formación militar: "faenas de la milicia, necesarias en los navíos y aun en tierra si fuera del caso". De todo ello tenía buena práctica: por esta época había estado en cuatro batallas campales, dos en Milán y dos de las más decisivas en España, en siete sitios y en más de cuarenta acciones de guerra. 
La primera campaña en que sirvió la nueva compañía de guardiamarinas fue en la conquista de Cerdeña, actuando como tal unidad militar. La escuadra la mandaba el marqués de Mari y el ejército, el marqués de Lede. Navarro relata, con orgullo y sencillez a la par, este hecho de armas de los alumnos: Caller en Cerdeña es una ciudad mediana, residencia de los virreyes. Yo estuve en 1717 cuando la tomamos, en el navío Real, haciendo de segundo capitán y mandando cien caballeros guardiamarinas.
A pesar de ser el grado de capitán el dispuesto para desempeñar el puesto de alférez de la compañía, Navarro siguió ejerciéndolo con el grado de teniente coronel, que se le confirió "en contemplación de su mérito personal y no por establecimiento del empleo de alférez".

### Actividad científica
En su nuevo grado siguió dedicándose a escribir, que tanto le apasionaba. En 1723, tenía listo un tomo sobre evoluciones. En el año siguiente, terminó el tomo primero de la teoría y práctica de la maniobra, que dedicó al hijo de Felipe V, Luis I, recién ascendido al trono. Redactó además un código de señales para regir los movimientos de la escuadra. 
Testigo Navarro del desembarco de Cerdeña y conocedor de lo que ocurrió en Sicilia, expuso además, en su obra, reglas muy acertadas para esta clase de operaciones anfibias. En 1725 publicaba en Cádiz “El Capitán de Navío de guerra instruido en las ciencias y obligaciones de su empleo”. Lo dedicaba a José Patiño, por entonces ministro, su protector y amigo. 
Navarro fue ascendido a capitán de fragata con fecha 28 de marzo de 1728 y un año más tarde a capitán de navío, en fecha 17 de marzo de 1729, dándosele el mando del navío San Fernando del porte de 74 cañones, que pronto se convirtió en el modelo de los de su clase, especialmente en los ejercicios de fuego.
La gran amistad con que distinguieron los Reyes a Navarro le acarreó envidias de altos personajes, entre ellos del propio Patiño, y motivó su separación de la corte, enviándosele a América como almirante de una expedición de galeones. Antes de la salida hacia América siguió Navarro trabajando: ideó la simplificación del ejercicio del cañón, y durante el viaje a ultramar inventó el numerar las banderas y parearlas, perfeccionando así las señales.

### La expedición contra Orán
En 1732, mandando el navío Castilla, participó en la expedición contra Orán organizada para llevar al ejército del duque de Montemar, estando las fuerzas navales al mando del Teniente general Cornejo. En dicho navío, habían de reunirse, por uno de esos raros caprichos del destino, tres preclaros varones de la milicia española del siglo XVIII: Navarro, su comandante; el general del ejército marqués de Santa Cruz de Marcenado, y el entonces joven Jorge Juan, que hacía sus primeras armas. Navarro y el de Santa Cruz contrajeron una profunda y sincera amistad. 
En la jornada de Orán, Santa Cruz mandaba la primera barcada de tropas que pisó tierra, y Navarro, como más antiguo capitán, las embarcaciones que las llevaba. Dio la orden de bogar hacia la playa a la voz de ¡Avanza! ¡Avanza!. El primero que llegó a tierra fue el marqués de Santa Cruz, y el segundo, Navarro. 
Éste, una vez terminada tal misión, se dirigió con su navío cañoneando de cerca cierta barrancada llena de moros, hecho que contribuyó en gran medida a despejar la situación de las tropas desembarcadas. 
Después de ocupada la plaza de Orán, Navarro fue empleado en el estudio de su defensa. El castillo de San Andrés le recordaba aquel otro asalto, entonces de los moros, en que perdió a su hermano y a su padre. 
Al retirarse la escuadra del general Cornejo dejó a Navarro en Orán con el Castilla y puso también a sus órdenes al navío San Fernando. Con estas fuerzas se empleó en el servicio de la guarda de la costa y de asegurar las comunicaciones con Cartagena. 
En 1737, muerto ya Patiño, primero protector y luego enemigo de Navarro, ascendió éste a jefe de escuadra; tenía a la sazón 52 años de edad y 42 de servicios a la Corona. Volvió a sus anteriores tareas de literatura profesional y publicó el segundo tomo de su gran obra, que tituló “Práctica de la maniobra”. También se dedicó a hacer un profundo estudio de la ordenanza y redactó un proyecto que fue base para la publicada en 1748 por Joaquín Aguirre y Oquendo. 
En 1739 dio a la luz en Cádiz su excelente obra sobre matemáticas y maniobra. Al año siguiente concluyó su tomo de “Geografía Nueva y método breve y fácil para aprenderla”. Rebatió asimismo en este año las atrevidas sinrazones del libro que publicó cierto fray José de Arias: "La más preciosa margarita del Océano...". Dice Navarro en el epígrafe "Padre, la cosmografía — Que aborta su reverencia — Como la explica es demencia — Como la piensa manía".

## La Guerra del Asiento
En 1739 se declaró la guerra a la Gran Bretaña y se dio a Navarro el mando de la escuadra de Cádiz; con ella operó por el Atlántico hasta Ferrol, volviendo a Cádiz. Esta primera campaña se terminó sin haber encuentro con el enemigo, pues el almirante Haddock, creyendo que se trataba de atacar a Menorca, se dirigió a defenderla.
Juan José Navarro contaba en total con 15 buques, de los que solo seis eran de la Real Armada, los demás de la carrera de Indias, armados en guerra. Se le dio orden de salir para Barcelona, donde se alistaba un convoy de tropas destinadas a Italia, enviadas en socorro del duque de Montemar. 
Frente a Cartagena tomó contacto con la escuadra francesa de Court de la Bruyère el 19 de diciembre de 1741, ante la escuadra británica mantenida en amenazadora expectativa. Court dijo que no podía incorporarse a los españoles, pero que se pondría siempre entre ellos y los británicos, y que si éstos se obstinaban en atacar, se uniría a Navarro. Sufriendo todos el 22 de diciembre un violento temporal a la altura de Ibiza, que echó abajo el mastelero del buque insignia español, llegaron ambas escuadras a Barcelona el 4 de enero de 1742, saliendo diez días después para Toscana con un convoy de 52 naves. Sufrió Navarro otro temporal que le hizo arribar sobre las Hyères, con el buque insignia en muy malas condiciones. Al fin desembarcaron las tropas en Génova, por imposibilidad marinera de hacerlo en Orbitello, donde estaba previsto. Las escuadras española y francesa volvieron a sufrir nuevos temporales, el primero a la salida de Génova, que les obligó a fondear de nuevo en el mismo puerto, y estando allí un segundo temporal, por lo que tardaron bastante tiempo en poderse hacer a la mar. 
El 24 de enero llegaron a Tolón, en donde permanecieron dieciocho meses bloqueados por la escuadra británica de 29 navíos de Haddock, y después aumentada a 33 y a las órdenes ya del vicealmirante Mathews. Éste fijó su base de operaciones en Hyères, desde donde destacaba fuerzas que daban diferentes golpes de mano contra las costas de España y Génova. En el Combate naval del cabo Sicié, Navarro resultó herido, primero en la pierna derecha y luego en la cabeza. Por su actuación el rey le promovió al empleo de teniente general y le confirió el título de marqués de la Victoria. 
Las escuadras española y francesa se retiraron a Cartagena, desde donde la española, que fue la única que se quedó, hizo varias salidas, cobrando bastantes presas. Gran Bretaña, ante tales pérdidas, decidió al fin bloquear Cartagena con 21 navíos mandados por el almirante William Rowley. 
En 1746 hizo Navarro un grandioso proyecto de reforma de este puerto militar, con ocasión de estudiar algunos de los presentados por otros al gobierno, para lo cual se le ordenó formase una comisión. Ya con anterioridad se había ocupado él de este asunto, pero los proyectos que presentó —siendo solamente comandante general de la escuadra surta en el puerto— no habían tenido muy buena acogida. El 1 de marzo de 1748 quedó desembarcado y de comandante general del departamento. 
El 8 de noviembre de 1748 se suprimió el almirantazgo que se había creado el 14 de marzo de 1737 para el infante Felipe de Borbón: "cesó aquel consejo y tribunal que reconcentraba el saber y la prudencia de los más expertos. Allí cualquier pensamiento o providencia saludable y conveniente no moría con el que la propuso o la planteó; allí se discutía antes de resolver, y no se abandonaba lo bien resuelto", dice José Vargas Ponce, en su "Vida del Marqués de la Victoria". 

### Capitán general
El 15 de marzo de 1750 fue nombrado capitán general del departamento de Cádiz y director general de la Armada. Seis años más tarde terminó al fin su "Diccionario demostrativo de la configuración y anatomía de toda arquitectura naval moderna", ya presentados sus fundamentos en 1740 cuando ingresó en la Real Academia Española. 
En 1759, arbolando su insignia en el navío Real Fénix y mandando una escuadra compuesta de 20 navíos y seis jabeques, trajo a España desde Nápoles al nuevo rey, Carlos III. En este viaje se puso en práctica el código de señales ideado por Navarro y que en 1736 copió el vizconde de Morogues para la armada francesa, y que hasta el momento no había sido aprobado en la española por oposición de algunos generales, pese a las favorables opiniones de Jorge Juan y Antonio de Ulloa, que informaron sobre el caso. El rey, en recuerdo de su viaje, regaló a Navarro un bastón de oro y para que lo usase con el grado supremo de la milicia, le nombró capitán general de la Armada el 13 de diciembre de aquel año. Cuando iba al timón de la falúa real, le hizo cubrirse y después le regaló dicha embarcación en cuanto atracó al muelle de Barcelona. 
En 1761 elevó al rey una serie de interesantísimas razones agrupadas bajo el título de “Discursos y diferentes puntos, particularmente sobre la Marina..., discursos políticos para el fomento y esplendor de España”. En 1765 se publicó en Cádiz su “Código de Señales”. 
La última campaña del Marqués de la Victoria, ya casi octogenario, fue la que hizo en 1765 con una escuadra de nueve navíos para llevar a la infanta María Luisa a celebrar su matrimonio con el archiduque Leopoldo, que luego ocupó el trono imperial, trayendo al regreso a la princesa María Luisa de Parma, que ocuparía el trono de España. 
En la dirección de la Armada siguió trabajando para aumentar sus efectivos, el número de los navíos de tres puentes y el de batallones, creando también el cuerpo de inválidos el 30 de abril de 1767. El 25 de diciembre le acometió un vértigo cuando le curaban un pie. 
Recobrado, firmó su correo. No obstante, sobrevino la erisipela y se convirtió seguidamente en gangrena, que le ocasionó la muerte a los 84 años de edad.